# Baicalina levanidovae
Baicalina levanidovae är en nattsländeart som beskrevs av Ivanov och Menshutkina 1996. Baicalina levanidovae ingår i släktet Baicalina och familjen Apataniidae. Inga underarter finns listade i Catalogue of Life.